# Théâtre musical de Novossibirsk
Le théâtre musical de Novossibirsk (Новосибирский музыкальный театр) est un théâtre musical situé à Novossibirsk en Russie fondé le 2 février 1959. Jusqu'en 2017, il s'appelait le théâtre de comédie musicale de Novossibirsk (Новосибирский театр музыкальной комедии). Le répertoire du théâtre comprend le genre classique d'opérettes,  la comédie musicale, des travaux expérimentaux contemporains du genre music hall, des spectacles pour l'enfance et la jeunesse. Le théâtre est situé dans le parc central de Novossibirsk. Il est membre de l'Association des théâtres musicaux. Son directeur et directeur artistique est Leonid Kipnis, artiste émérite de la fédération de Russie. 

## Activité
En 2004, le théâtre musical de Novossibirsk a organisé avec l'Association des théâtres musicaux le premier festival de nouveaux projets intitulé « Autres rives » («Другие берега»), réunissant des créations originales et des représentations musicales. La deuxième édition de ce festival a lieu en 2013 avec le festival-internet international annuel « réseau théâtral » qui retransmet en ligne les meilleures représentations en Russie et ailleurs.
En 2010, l'équipe du théâtre ainsi que le conservatoire d'État de Novossibirsk ont réalisé un grand projet socio-culturel dédié au soixantième anniversaire de la victoire de 1945 intitulé « Les jeunes se souviennent ». Le théâtre a mis en scène avec les étudiants du conservatoire divers spectacles autour de ce thème (Au début de mai, divers drames musicaux : Et les aurores ici sont calmes de Nonna et Andreï Krotov, etc.) 
En 2012, le théâtre a été nommé lauréat du concours du ministère de la Culture de l'oblast de Novossibirsk comme « Modèle de gestion de la qualité dans les institutions culturelles ».